# TV Offer
Es una empresa salvadoreña dedicada a la venta de productos a través de comerciales televisivos. Cuenta con sucursales en toda Centroamérica, Panamá y ventas por teléfono en los Estados Unidos. En El Salvador, Guatemala, Nicaragua y Panamá operan bajo el nombre de TV Offer, sin embargo, en Honduras y Costa Rica es conocida como Ofertel.

## Historia
Su fundación se remonta a principios del año 1993 cuando Luis Armando Salaverría, mientras veía televisión por cable, pensó en abrir un mercado de ventas por televisión en El Salvador; le presentó la idea a sus actuales socios y ellos rápidamente aceptaron la sociedad. Su capital inicial fue el equivalente a $11 000 y el 10 de mayo de 1993 se transmitieron los primeros anuncios comerciales por los canales de Telecorporación Salvadoreña.

La expansión de la empresa fuera del territorio salvadoreño ocurrió mucho antes de lo esperado, cuando en febrero de 1994 llegó a Guatemala donde poco a poco se fue extendiendo hasta llegar a todos los países de la región en el año 2000.

### Incursión al mercado al por menor
Tras el éxito de las ventas por televisión en El Salvador, la compañía decidió iniciar con pequeñas ferias en las que los potenciales compradores podían conocer los productos que se anunciaban en la televisión. Sin embargo con el correr del tiempo estas ferias no eran suficientes por lo que la compañía decidió abrir pequeños quioscos de venta en centros comerciales del país y luego se abrieron tiendas más grandes. TV Offer fue la primera empresa dedicada a las ventas por televisión en abrir puntos de venta en toda Iberoamérica[cita requerida].

## Actualidad
Hoy en día la empresa cuenta con dos centros de llamadas, uno ubicado en El Salvador en donde se reciben llamadas desde Guatemala hasta Panamá y el otro en Guatemala, que recibe las llamadas de dicho país. Además cuenta con 45 tiendas propias distribuidas en todo el istmo centroamericano y más de 170 puntos de venta a través de distribuidores.

Otro campo en el que la empresa ha incursionado es en el de las ventas por Internet a través de su sitio web en el que se pueden realizar compras desde cualquier país del istmo centroamericano y también desde los Estados Unidos.
- Datos: Q16637449